# والنتین آفونین
والنتین آفونین (روسی: Валентин Иванович Афонин؛ ۲۲ دسامبر ۱۹۳۹ – ۲ آوریل ۲۰۲۱) بازیکن و مربی فوتبال اهل اتحاد جماهیر شوروی سوسیالیستی بود.
از باشگاه‌هایی که در آن بازی کرده‌است می‌توان به باشگاه فوتبال زسکا مسکو و باشگاه فوتبال زسکا روستوف-نا-دونو اشاره کرد.
وی همچنین در تیم ملی فوتبال شوروی بازی کرده‌است.